# ماتياس نوبل
ماتياس نوبل (بالإسبانية: Matías Noble)‏ (9 أغسطس 1996 في الأرجنتين - ) هو لاعب كرة قدم أرجنتيني في مركز الوسط. لعب مع جيمناسيا لابلاتا.

## وصلات خارجية
- ماتياس نوبل على موقع قاعدة بيانات كرة القدم.إي يو (الإنجليزية)
- ماتياس نوبل على موقع Soccerway.com (الإنجليزية)